# Фађету де Жос (Алба)
Фађету де Жос (рум. Făgetu de Jos) насеље је у Румунији у округу Алба у општини Појана Вадулуј. Oпштина се налази на надморској висини од 925 m.

## Становништво
Према подацима из 2002. године у насељу је живело 95 становника, од којих су сви румунске националности.